# فيلوثي
فيلوثي (Φιλοθέη) هي مدينة في إقليم أتيكا في اليونان.